# Next.js
Next.js es un marco web de desarrollo (también conocido como "metaframework") front-end de React de código abierto creado por Vercel que habilita funcionalidades como la representación del lado del servidor y la generación de sitios web estáticos para aplicaciones web basadas en React. Es un marco listo para producción que permite a los desarrolladores crear rápidamente sitios JAMstack estáticos y dinámicos y es ampliamente utilizado por muchas grandes empresas.

## Plano de fondo
Next.js es un marco de React que permite una serie de características adicionales, incluida la representación del lado del servidor y la generación de sitios estáticos. React es una biblioteca de JavaScript utilizada tradicionalmente para crear aplicaciones web renderizadas en el navegador del cliente con JavaScript . Sin embargo, los desarrolladores reconocen varios problemas con esta estrategia, como el hecho de no atender a los usuarios que no tienen acceso a JavaScript o lo tienen deshabilitado, posibles problemas de seguridad, tiempos de carga de la página considerablemente prolongados y que pueden perjudicar la optimización general del sitio en los motores de búsqueda. Los marcos como Next.js solucionan estos problemas al permitir que parte o la totalidad del sitio se represente en el lado del servidor antes de enviarlo al cliente. Next.js es uno de los componentes más populares disponibles en React.
Google hizo una donación al proyecto Next.js y contribuyó con 43 solicitudes de extracción en 2019, donde ayudaron a eliminar JavaScript no utilizado, reducir el tiempo de sobrecarga y agregar métricas mejoradas. A partir de marzo de 2020, muchos sitios web utilizan el marco, incluidos Netflix, GitHub, Uber, Ticketmaster y Starbucks . A principios de 2020, se anunció que Vercel había obtenido $ 21 millones en fondos de la Serie A para respaldar las mejoras del software.  El autor original del marco, Guillermo Rauch, es actualmente el director ejecutivo de Vercel y el desarrollador principal del proyecto es Tim Neutkens.

## Estilo y características
El marco Next.js utiliza la arquitectura JAMstack, que distingue entre frontend y backend y permite un desarrollo frontend eficiente que es independiente de cualquier API de backend .  El marco admite CSS común, así como Scss y Sass precompilados, CSS-in-JS y JSX con estilo. Además, está construido con soporte de TypeScript y empaquetado inteligente.
- AngularJS
- LAMP
- Vue.js